# Karel Žárský
Karel Žárský (* 25. října 1967) je bývalý český fotbalista, záložník.

## Fotbalová kariéra
Hrál za Bohemians Praha a FK Dukla Banská Bystrica. V Poháru UEFA nastoupil v roce 1987 za Bohemians ve 2 utkáních proti KSK Beveren.